# Jan Kucharski (Organist)
Jan Kucharski (* 1908; † 2002) war ein polnischer Organist und Musikpädagoge.
Kucharski studierte 1936–1937 bei Marcel Dupré in Paris und machte nach dem Zweiten Weltkrieg die Tradition des französischen Orgelstils in Polen bekannt. Er trat als Orgelvirtuose bei Festivals in Polen und im Ausland sowie im polnischen Rundfunk auf und war Begründer und Leiter der Orgelklasse an der Staatlichen Musikhochschule Łódź. Zu seinen Schülern zählten Organisten und Hochschullehrer wie Leon Batora, Mirosław Pietkiewicz und Irena Wisełka-Cieślar. Zum 100. Geburtstag Kucharskis im Jahr 2008 initiierte die Musikakademie Łódź den internationalen Jan-Kucharski-Orgelwettbewerb.